# Прилбичи
Прилбичи (укр. Прилбичі, пол. Przyłbice) — село в Новояворовской городской общине Яворовского района Львовской области Украины. Расположено в 9 км от города Яворова и железнодорожной станции, и в 9 км от города Новояворовска.

## История
На территории села и в его окрестностях найдены кремнёвые орудия труда эпохи бронзы, а также следы двух поселений начала железного века (на берегах речки Гноенец) и трёх поселений времен Древней Руси.
Село Прилбичи известно с 70-х годов XIV века.
Прилбичи были имением семьи Шептицких со второй половины XVIII века, когда их приобрел перемышльский епископ Афанасий Шептицкий. Именно в здесь поселился после женитьбы граф Иван Шептицкий, отец Митрополита Андрея. 1 октября 1861 во Львове он обвенчался с Софьей Фредро, дочерью известного польского драматурга Александра Фредро.
В Прилбичах родились семеро их сыновей. 29 июля 1865 увидел свет третий сын Роман, будущий Митрополит Андрей. Уже в конце XIX в. граф И. Шептицкий построил в Прилбичах дворец. По воспоминаниям, во дворце был музей, где находились портреты семьи Шептицких и Фредро, около 30 картин Шимона Чеховича, замечательный портрет короля Яна III Собеского, живописные работы Софии Фредро-Шептицкой. В архиве хранились пергаменты XVI в., богословские русские летописи, в кованом сундуке рукописи и корреспонденция Александра Фредро. Отдельный отдел составляли военные памятники наполеоновских времён. В музее были также коллекции медалей, монет, венского фарфора, художественного стекла и др. Библиотека, которую начал собирать граф И. Шептицкий и продолжил комплектовать его сын Леон, насчитывала 6000 томов. После 1939 года дворец был разграблен и разрушен. В 50-х годах XX века на фундаменте разрушенного дворца возвели сельский клуб.
В начале XX века, по совету сына — Митрополита Галицкого, его отец, граф Шептицкий, ликвидировал корчму в с. Прилбичах, а в освободившемся помещении основал заведение для воспитания детей от 3 до 6 лет, который опекали 4 монахини из конгрегации Сестер Пречистой Девы Марии. Одна из сестер-монахинь оказывала первую медицинскую помощь при несчастных случаях и лечила несложные заболевания жителей села. Приют содержался на средства Шептицких.

## Достопримечательности

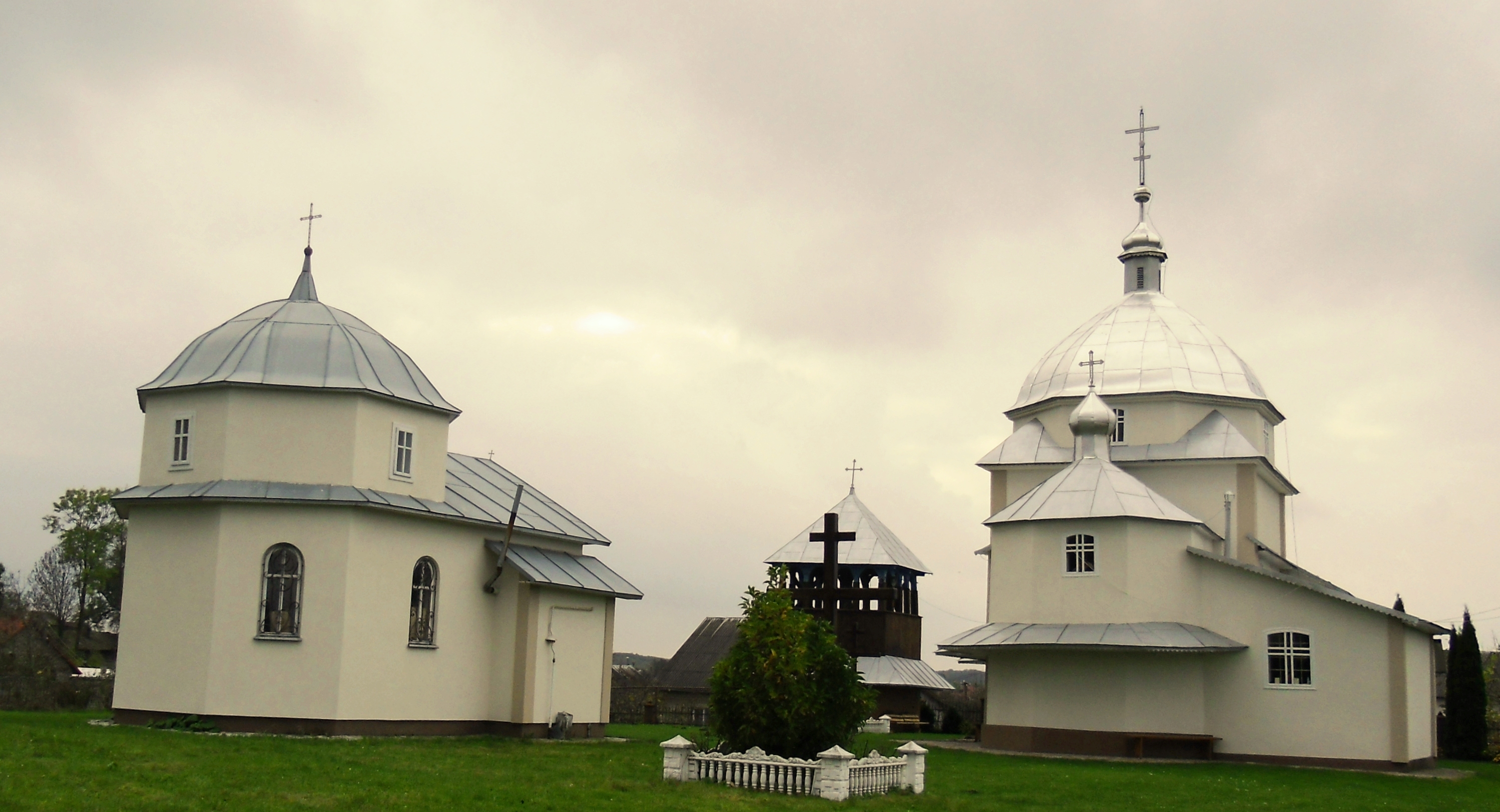
Церковь Собора Пресвятой Богородицы (1654 г.)

- Церковь Собора Пресвятой Богородицы (1654 г.) — деревянный православный приходской храм. (реконструкции — 1741, кн. 80 — нач. 90-х гг.)
- Памятник митрополиту Андрею Шептицкому и его брату Блаженному Климентию Шептицкому.
- Музей митрополита А. Шептицкого

## Известные уроженцы и жители
- Шептицкий, Андрей (1865—1951) — предстоятель Украинской грекокатолической церкви в 1900—1944 годах, Митрополит Галицкий.
- Шептицкий, Климентий Казимир (1869—1944) — архимандрит Украинской грекокатолической церкви, причисленный в 2001 к лику блаженных Католической церкви.
- Шептицкая, София (1837—1904) — польская писательница, художница. Мать митрополита Андрея и Климентия Шептицких.
- Шептицкий, Станислав (1867—1950) — генерал-майор австро-венгерской армии и генерал-лейтенант Войска Польского, министр обороны Второй Польской республики.